# Retina rubrivitta
Retina rubrivitta är en fjärilsart som beskrevs av Walker 1854. Retina rubrivitta ingår i släktet Retina och familjen bastardsvärmare. Inga underarter finns listade i Catalogue of Life.